# جف وایت (جلوه‌های بصری)
جف وایت (انگلیسی: Jeff White؛ زادهٔ ۱ ژانویهٔ ۲۰۰۰) هنرمند جلوه‌های ویژه است. او به ترتیب برای فیلم‌های انتقام‌جویان و کونگ: جزیره جمجمه نامزد جایزه هشتاد و پنجمین دوره جوایز اسکار و نودمین دوره جوایز اسکار شد.

## فیلم‌شناسی منتخب
- کونگ: جزیره جمجمه (۲۰۱۷)
- وارکرفت (فیلم) (۲۰۱۶)
- تبدیل‌شوندگان: عصر انقراض (۲۰۱۴)
- انتقام‌جویان (فیلم ۲۰۱۲) (۲۰۱۲)
- تبدیل‌شوندگان: نیمه تاریک ماه (۲۰۱۱)
- تبدیل‌شوندگان: انتقام شکست‌خوردگان (۲۰۰۹)
- ایندیانا جونز و قلمرو جمجمه بلورین (۲۰۰۸)
- تبدیل‌شوندگان (فیلم) (۲۰۰۷)
- دزدان دریایی کارائیب: صندوقچه مرد مرده (۲۰۰۶)
- سرگذشت نارنیا: شیر، کمد و جادوگر (۲۰۰۵)
- جنگ ستارگان قسمت سوم: انتقام سیت (۲۰۰۵)